# نت‌سول
نت‌سول (انگلیسی: NetSol) شرکت نرم‌افزار آمریکایی است، که در سال ۱۹۹۷ تأسیس شد.